# Europees kampioenschap voetbal onder 16 - 1984 (kwalificatie)
Het kwalificatietoernooi voor het Europees kampioenschap voetbal onder 16 voor mannen was een toernooi dat duurde van 20 oktober 1982 tot 30 april 1984. Dit toernooi zou bepalen welke 4 landen zich kwalificeerden voor het Europees kampioenschap voetbal mannen onder 16 van 1984. 

## Gekwalificeerde landen
| Land           | Gekwalificeerd als   | Aantal deelnames |
| -------------- | -------------------- | ---------------- |
| Joegoslavië    | Winnaars kwartfinale | 2e               |
| Engeland       | Winnaars kwartfinale | Debuut           |
| Sovjet-Unie    | Winnaars kwartfinale | Debuut           |
| West-Duitsland | Winnaars kwartfinale | 2e               |

## Kwalificatieronde

### Groep 1
De wedstrijden werden gespeeld tussen 19 juni en 19 oktober 1983.
| Pos | Team      | Wed | W | G | V | Ptn | DV | DT | +/− | Kwalificatie                      |     | ENG | SCO | ISL |
| --- | --------- | --- | - | - | - | --- | -- | -- | --- | --------------------------------- | --- | --- | --- | --- |
| 1   | Engeland  | 4   | 4 | 0 | 0 | 8   | 13 | 2  | +11 | Geplaatst voor het hoofdtoernooi. |     | —   | 3–1 | 4–0 |
| 2   | Schotland | 4   | 1 | 1 | 2 | 3   | 4  | 9  | −5  |                                   |     | 0–4 | —   | 1–1 |
| 3   | IJsland   | 4   | 0 | 1 | 3 | 1   | 3  | 9  | −6  |                                   | 1–2 | 1–2 | —   |     |

### Groep 2
De wedstrijden werden gespeeld tussen 20 oktober 1982 en 6 november 1983.
| Pos | Team                           | Wed | W | G | V | Ptn | DV | DT | +/− | Kwalificatie                      |     | FRG | SWE | GDR | NOR |
| --- | ------------------------------ | --- | - | - | - | --- | -- | -- | --- | --------------------------------- | --- | --- | --- | --- | --- |
| 1   | West-Duitsland                 | 6   | 6 | 0 | 0 | 12  | 15 | 3  | +12 | Geplaatst voor het hoofdtoernooi. |     | —   | 2–0 | 5–0 | 4–3 |
| 2   | Zweden                         | 6   | 3 | 1 | 2 | 7   | 4  | 4  | 0   |                                   |     | 0–1 | —   | 1–0 | 1–0 |
| 3   | Duitse Democratische Republiek | 6   | 1 | 2 | 3 | 4   | 7  | 10 | −3  |                                   | 0–1 | 0–0 | —   | 5–1 |     |
| 4   | Noorwegen                      | 6   | 0 | 1 | 5 | 1   | 7  | 16 | −9  |                                   | 0–2 | 1–2 | 2–2 | —   |     |

### Groep 3
De wedstrijden werden gespeeld tussen 15 mei en 16 oktober 1983.
| Pos | Team        | Wed | W | G | V | Ptn | DV | DT | +/− | Kwalificatie                      |     | URS | FIN | POL |
| --- | ----------- | --- | - | - | - | --- | -- | -- | --- | --------------------------------- | --- | --- | --- | --- |
| 1   | Sovjet-Unie | 4   | 4 | 0 | 0 | 8   | 13 | 3  | +10 | Geplaatst voor het hoofdtoernooi. |     | —   | 2–1 | 6–1 |
| 2   | Finland     | 4   | 1 | 0 | 3 | 2   | 4  | 7  | −3  |                                   |     | 0–3 | —   | 2–0 |
| 3   | Polen       | 4   | 1 | 0 | 3 | 2   | 4  | 11 | −7  |                                   | 1–2 | 2–1 | —   |     |

### Groep 4
De wedstrijden werden gespeeld tussen 3 november 1982 en 22 oktober 1983.
| Pos | Team        | Wed | W | G | V | Ptn | DV | DT | +/− | Kwalificatie                      |     | NED | DEN | SUI | LUX |
| --- | ----------- | --- | - | - | - | --- | -- | -- | --- | --------------------------------- | --- | --- | --- | --- | --- |
| 1   | Nederland   | 6   | 4 | 2 | 0 | 10  | 16 | 2  | +14 | Geplaatst voor het hoofdtoernooi. |     | —   | 1–1 | 2–0 | 5–0 |
| 2   | Denemarken  | 6   | 3 | 2 | 1 | 8   | 8  | 4  | +4  |                                   |     | 0–2 | —   | 2–0 | 3–0 |
| 3   | Zwitserland | 6   | 2 | 1 | 3 | 5   | 12 | 8  | +4  |                                   | 1–1 | 1–2 | —   | 5–0 |     |
| 4   | Luxemburg   | 6   | 0 | 1 | 5 | 1   | 1  | 23 | −22 |                                   | 0–5 | 0–0 | 1–5 | —   |     |

### Groep 5
De wedstrijden werden gespeeld tussen 15 juni en 12 oktober 1983.
| Pos | Team       | Wed | W | G | V | Ptn | DV | DT | +/− | Kwalificatie                      |  | ITA | AUT |
| --- | ---------- | --- | - | - | - | --- | -- | -- | --- | --------------------------------- |  | --- | --- |
| 1   | Italië     | 2   | 2 | 0 | 0 | 4   | 3  | 0  | +3  | Geplaatst voor het hoofdtoernooi. |  | —   | 1–0 |
| 2   | Oostenrijk | 2   | 0 | 0 | 2 | 0   | 0  | 3  | −3  |                                   |  | 0–2 | —   |

### Groep 6
De wedstrijden werden gespeeld tussen 1 december 1982 en 20 april 1983.
| Pos | Team      | Wed | W | G | V | Ptn | DV | DT | +/− | Kwalificatie                      |     | FRA | ESP | BEL | POR |
| --- | --------- | --- | - | - | - | --- | -- | -- | --- | --------------------------------- | --- | --- | --- | --- | --- |
| 1   | Frankrijk | 6   | 4 | 1 | 1 | 9   | 9  | 4  | +5  | Geplaatst voor het hoofdtoernooi. |     | —   | 1–0 | 2–0 | 3–0 |
| 2   | Spanje    | 6   | 4 | 0 | 2 | 8   | 12 | 3  | +9  |                                   |     | 0–2 | —   | 3–0 | 3–0 |
| 3   | België    | 6   | 2 | 1 | 3 | 5   | 7  | 11 | −4  |                                   | 1–1 | 0–3 | —   | 3–0 |     |
| 4   | Portugal  | 6   | 1 | 0 | 5 | 2   | 5  | 15 | −10 |                                   | 3–0 | 0–3 | 2–3 | —   |     |

### Groep 7
De wedstrijden werden gespeeld tussen 23 februari en 23 oktober 1983.
| Pos | Team              | Wed | W | G | V | Ptn | DV | DT | +/− | Kwalificatie                      |     | YUG | TCH | ROU | GRE |
| --- | ----------------- | --- | - | - | - | --- | -- | -- | --- | --------------------------------- | --- | --- | --- | --- | --- |
| 1   | Joegoslavië       | 6   | 3 | 2 | 1 | 8   | 14 | 6  | +8  | Geplaatst voor het hoofdtoernooi. |     | —   | 5–0 | 3–1 | 4–2 |
| 2   | Tsjecho-Slowakije | 6   | 4 | 0 | 2 | 8   | 9  | 9  | 0   |                                   |     | 1–0 | —   | 3–1 | 3–2 |
| 3   | Roemenië          | 6   | 2 | 1 | 3 | 5   | 5  | 8  | −3  |                                   | 1–1 | 1–0 | —   | 1–0 |     |
| 4   | Griekenland       | 6   | 1 | 1 | 4 | 3   | 6  | 11 | −5  |                                   | 1–1 | 0–2 | 1–0 | —   |     |

### Groep 8
De wedstrijden werden gespeeld tussen 20 februari en 2 november 1983.
| Pos | Team      | Wed | W | G | V | Ptn | DV | DT | +/− | Kwalificatie                      |     | BUL | HUN | TUR |
| --- | --------- | --- | - | - | - | --- | -- | -- | --- | --------------------------------- | --- | --- | --- | --- |
| 1   | Bulgarije | 4   | 2 | 1 | 1 | 5   | 7  | 3  | +4  | Geplaatst voor het hoofdtoernooi. |     | —   | 0–1 | 4–0 |
| 2   | Hongarije | 4   | 2 | 1 | 1 | 5   | 5  | 2  | +3  |                                   |     | 1–1 | —   | 3–0 |
| 3   | Turkije   | 4   | 1 | 0 | 3 | 2   | 2  | 9  | −7  |                                   | 1–2 | 1–0 | —   |     |

## Kwartfinales
| Team 1         | Totaal | Team 2    | Datum, locatie                | 1e wedstrijd | 2e wedstrijd | Datum, locatie                 |
| -------------- | ------ | --------- | ----------------------------- | ------------ | ------------ | ------------------------------ |
| Joegoslavië    | 2–1    | Italië    | 15 februari 1984, Montevarchi | 1–1          | 1–0          | 14 maart 1984, Umag            |
| Engeland       | 5–1    | Frankrijk | 1 maart 1984, Watford         | 4–0          | 1–1          | 21 maart 1984, Bourg-en-Bresse |
| Sovjet-Unie    | 3–1    | Bulgarije | 11 maart 1984, Târgoviște     | 0–1          | 3–0          | 28 maart 1984, Bakoe           |
| West-Duitsland | 6–2    | Nederland | 7 april 1984, Enschede        | 4–0          | 2–2          | 30 april 1984, Hagen           |

Jeugd-EK's: onder 21 · onder 19       Jeugd-WK's: onder 20 · onder 17